# Horst Glück
Horst Glück (* 10. Juni 1940 in Reutlingen; † 15. August 2004) war ein baden-württembergischer Politiker der FDP/DVP.

## Leben und Beruf
Horst Glück wuchs in Münsingen auf. Er studierte nach dem Abitur, das er in Deggendorf ablegte, Medizin an der Eberhard-Karls-Universität Tübingen. In Tübingen wurde er Mitglied der Studentenverbindung ATV Arminia im ATB. Seine Facharztausbildung absolvierte er in Münsingen, München und Reutlingen. Außerdem war er Oberstarzt der Reserve in der Bundeswehr. Nach seiner Ausbildung war er als Chirurg und Unfallchirurg tätig. 

## Politik
Glück wurde 1980 in den Gemeinderat von Münsingen und 1994 in den Reutlinger Kreistag gewählt. Von 1996 bis zu seinem Tod 2004 war er Abgeordneter im Landtag von Baden-Württemberg. Bei den Landtagswahlen 1996 und 2001 erzielte er im Wahlkreis 61 Hechingen-Münsingen jeweils den zweithöchsten Stimmenanteil für die FDP in Baden-Württemberg. Im Landtag war er stellvertretender Fraktionsvorsitzender. Für ihn rückte Renate Götting in den Landtag nach.

## Familie und Privates
Horst Glück war verheiratet und hatte drei Kinder. Er starb an den Folgen einer Krebserkrankung. Sein Sohn Andreas saß von 2011 bis 2019 ebenfalls für die FDP im Landtag, seit 2019 sitzt er im Europaparlament.